# 弗羅茨瓦夫皇宮
弗羅茨瓦夫皇宮（波蘭語：Pałac Królewski）是位於波蘭弗羅茨瓦夫的一座宮殿建築。

## 历史
在歷史上曾是普魯士王國的宮殿建築。現在弗羅茨瓦夫皇宮是城市博物館的所在地。皇宮為巴洛克式建築，修建於1717年。二戰期間宮殿遭到嚴重破壞。戰後部分宮殿被拆除，部分宮殿則改為博物館。

## 外部連結
- Wroclaw City Museum （页面存档备份，存于） （波兰語）

51°6′27″N 17°1′43″E / 51.10750°N 17.02861°E